# Puchar Świata w lotach narciarskich 2019/2020
Puchar Świata w lotach narciarskich 2019/2020 – 23. sezon Pucharu Świata w lotach narciarskich, stanowiącego część Pucharu Świata w skokach narciarskich. Rozpoczął się 15 lutego 2020 konkursem w Bad Mitterndorf, a zakończył się 16 lutego 2020 w Bad Mitterndorf. Zaplanowane były trzy konkursy indywidualne oraz jeden drużynowy, jednak zawody w Vikersund zostały odwołane z powodu zagrożenia wirusem SARS-CoV-2.

## Zwycięzcy

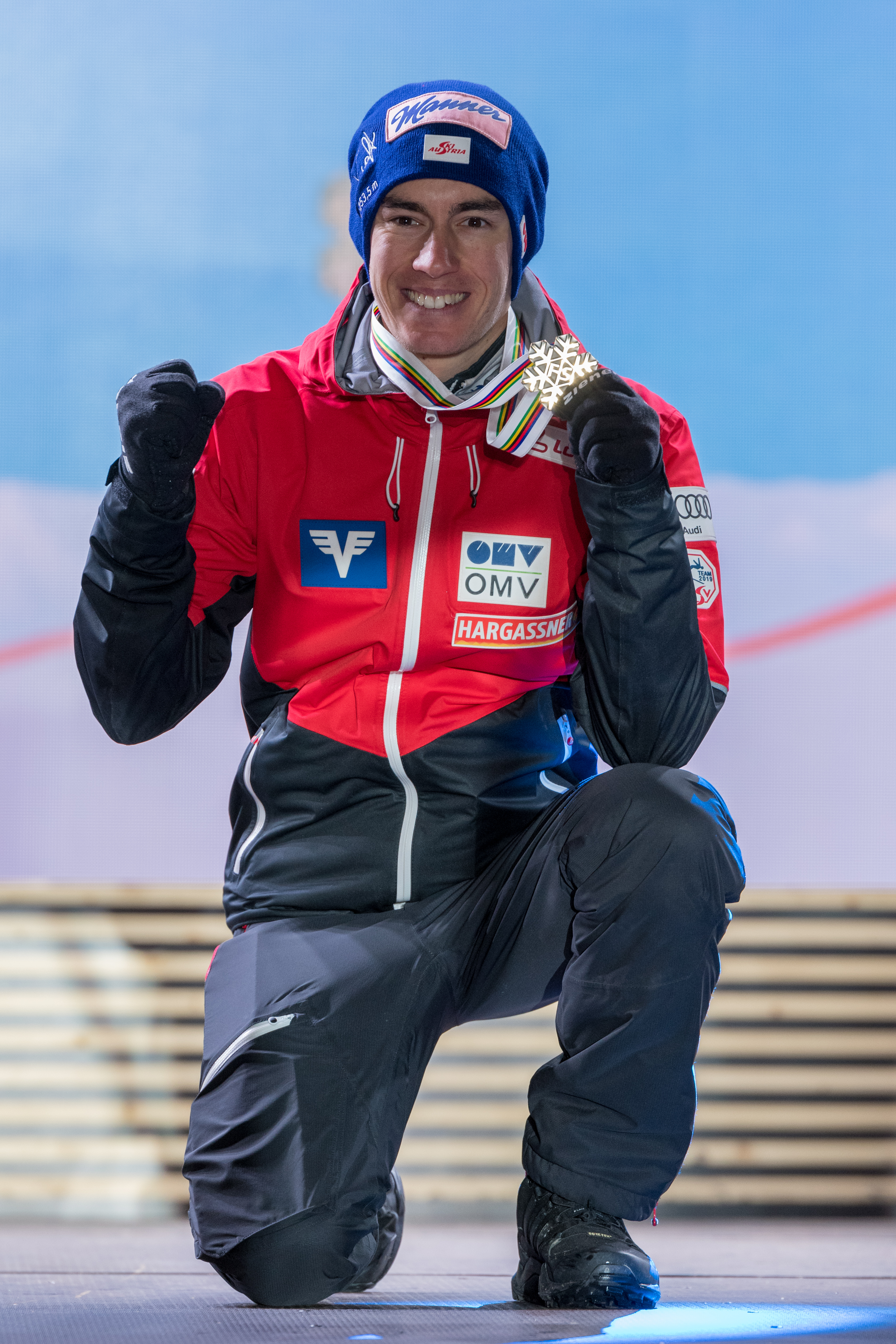
Stefan Kraft – zwycięzca klasyfikacji Pucharu Świata w lotach narciarskich 2019/2020

## Kalendarz zawodów
| Lp                                            | Data                                          | Miejscowość                                   | HS                                            | Szczegóły                                     | Uwagi                                         | 1. miejsce   | 2. miejsce      | 3. miejsce   |
| --------------------------------------------- | --------------------------------------------- | --------------------------------------------- | --------------------------------------------- | --------------------------------------------- | --------------------------------------------- | ------------ | --------------- | ------------ |
| 1.                                            | 15 lutego 2020                                | Bad Mitterndorf                               | HS235                                         | szczegóły                                     | loty                                          | Piotr Żyła   | Timi Zajc       | Stefan Kraft |
| 2.                                            | 16 lutego 2020                                | Bad Mitterndorf                               | HS235                                         | szczegóły                                     | loty                                          | Stefan Kraft | Ryōyū Kobayashi | Timi Zajc    |
|                                               | 14 marca 2020                                 | Vikersund                                     | HS240                                         | szczegóły                                     | RA, loty, nocny, druż.                        | odwołany     | odwołany        | odwołany     |
|                                               | 15 marca 2020                                 | Vikersund                                     | HS240                                         | szczegóły                                     | RA, loty, nocny                               | odwołany     | odwołany        | odwołany     |
|                                               |                                               |                                               |                                               |                                               |                                               |              |                 |              |
| Puchar Świata w lotach narciarskich 2019/2020 | Puchar Świata w lotach narciarskich 2019/2020 | Puchar Świata w lotach narciarskich 2019/2020 | Puchar Świata w lotach narciarskich 2019/2020 | Puchar Świata w lotach narciarskich 2019/2020 | Puchar Świata w lotach narciarskich 2019/2020 | Stefan Kraft | Timi Zajc       | Piotr Żyła   |

Legenda:
| zawody indywidualne | zawody drużynowe |

## Skocznie
W tabeli podano rekordy skoczni obowiązujące przed rozpoczęciem Pucharu Świata w lotach narciarskich 2019/2020 lub ustanowione bądź wyrównane w trakcie jego trwania (wyróżnione wytłuszczeniem).
| Zdjęcie | Nazwa skoczni   | Miejscowość     | K    | HS    | Rekord skoczni | Rekord skoczni | Rekord skoczni | Źr.   |
| Zdjęcie | Nazwa skoczni   | Miejscowość     | K    | HS    | Odległość      | Rekordzista    | Data           | Źr.   |
| ------- | --------------- | --------------- | ---- | ----- | -------------- | -------------- | -------------- | ----- |
|         | Kulm            | Bad Mitterndorf | K200 | HS235 | 244,0 m        | Peter Prevc    | 16.01.2016     | [ 4 ] |
|         | Vikersundbakken | Vikersund       | K200 | HS240 | 253,5 m        | Stefan Kraft   | 18.03.2017     | [ 5 ] |

## Klasyfikacja generalna
| Poz. | Zawodnik             | Reprezentacja | Tauplitz/ Bad Mitterndorf | Tauplitz/ Bad Mitterndorf | Tauplitz/ Bad Mitterndorf | Tauplitz/ Bad Mitterndorf | Suma |
| Poz. | Zawodnik             | Reprezentacja | 15.02                     | 15.02                     | 16.02                     | 16.02                     | Suma |
| ---- | -------------------- | ------------- | ------------------------- | ------------------------- | ------------------------- | ------------------------- | ---- |
| 1.   | Stefan Kraft         | Austria       | 60                        | 3.                        | 100                       | 1.                        | 160  |
| 2.   | Timi Zajc            | Słowenia      | 80                        | 2.                        | 60                        | 3.                        | 140  |
| 3.   | Piotr Żyła           | Polska        | 100                       | 1.                        | 29                        | 9.                        | 129  |
| 4.   | Ryōyū Kobayashi      | Japonia       | 29                        | 9.                        | 80                        | 2.                        | 109  |
| 5.   | Karl Geiger          | Niemcy        | 50                        | 4.                        | 40                        | 6.                        | 90   |
| 6.   | Kamil Stoch          | Polska        | 36                        | 7.                        | 50                        | 4.                        | 86   |
| 7.   | Antti Aalto          | Finlandia     | 40                        | 6.                        | 24                        | 11.                       | 64   |
| 7.   | Robert Johansson     | Norwegia      | 32                        | 8.                        | 32                        | 8.                        | 64   |
| 9.   | Domen Prevc          | Słowenia      | 6                         | 25.                       | 45                        | 5.                        | 51   |
| 9.   | Johann André Forfang | Norwegia      | 15                        | 16.                       | 36                        | 7.                        | 51   |